# Stenotyligma nasmodes
Stenotyligma nasmodes är en mångfotingart som beskrevs av Hoffman 2005. Stenotyligma nasmodes ingår i släktet Stenotyligma och familjen Gomphodesmidae. Inga underarter finns listade i Catalogue of Life.